# Zone de secours Midwest
La zone de secours Midwest, en néerlandais Hulpverleningszone Midwest, est l'une des 34 zones de secours de Belgique et l'une des quatre zones de la province de Flandre Occidentale.

## Caractéristiques

### Communes protégées
La zone de secours  couvre les 15 communes suivantes: 
Ardooie, Dentergem, Hooglede, Ingelmunster, Izegem, Lichtervelde, Meulebeke, Moorslede, Oostrozebeke, Pittem, Roeselare, Ruiselede, Staden, Tielt et Wingene.

## Casernes
Voir aussi: Liste des services d'incendie belges

### Textes législatifs
- Arrêté Royal du 2 février 2009 déterminant la délimitation territoriale des zones de secours (Moniteur belge du 17 février 2009).